# مذبحة سانتا كروز

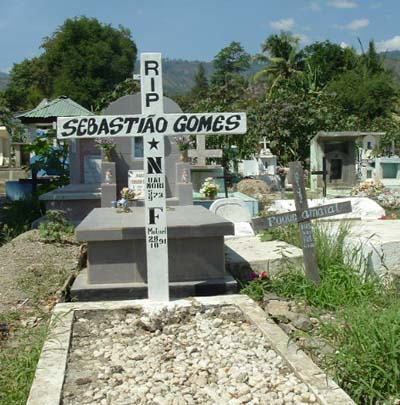
موقع قبر سيباستياو غوميز في مقبرة سانتا كروز: ديلي، تيمور الشرقية

مذبحة سانتا كروز (المعروفة أيضًا باسم مذبحة ديلي) هي حادثة إطلاق النار على ما لا يقل عن 250 من المتظاهرين التيموريين الشرقيين المؤيدين للاستقلال في مقبرة سانتا كروز بالعاصمة ديلي، في 12 نوفمبر 1991، أثناء الاحتلال الإندونيسي لتيمور الشرقية، وجزء من الإبادة الجماعية في تيمور الشرقية.

## خلفية
في أكتوبر 1991، وُضعت خطة لزيارة وفد إلى تيمور الشرقية يتألف من أعضاء جمعية جمهورية البرتغال واثني عشر صحفيًا خلال زيارة قام بها بيتر كويجمانس مقرر الأمم المتحدة الخاص لحقوق الإنسان المعني بالتعذيب. اعترضت الحكومة الإندونيسية على انضمام جيل جوليفي، وهي صحفية أسترالية اعتبرتها داعمة لحركة استقلال فريتلين، وألغت البرتغال الوفد لاحقًا. أدى الإلغاء إلى إحباط معنويات نشطاء الاستقلال في تيمور الشرقية، الذين كانوا يأملون في استغلال الزيارة لإبراز الصورة الدولية لقضيتهم. تصاعد التوتر بين السلطات الإندونيسية وشباب تيمور الشرقية في الأيام التي أعقبت إلغاء البرتغال. في 28 أكتوبر، حددت القوات الإندونيسية مجموعة من أعضاء المقاومة في كنيسة موتيل في ديلي. نشبت مواجهة بين النشطاء المؤيدين للاندماج ومن هم في الكنيسة؛ عندما انتهى، مات رجل من كل جانب. أُخرج سيباستياو غوميز، أحد مؤيدي استقلال تيمور الشرقية، من الكنيسة وأطلقت عليه النار من قبل القوات الإندونيسية، وتعرض ناشط الاندماج أفونسو هنريكس للطعن وقتل أثناء القتال.
وكان من بين الأجانب الذين جاؤوا إلى تيمور الشرقية لمراقبة الوفد البرتغالي الصحفيين الأمريكيين المستقلين إيمي جودمان وآلان نيرن والمصور البريطاني ماكس ستال. حضروا حفل تأبين غوميز في 12 نوفمبر، سار فيها عدة آلاف من الرجال والنساء والأطفال من كنيسة موتايل إلى مقبرة سانتا كروز القريبة. وأثناء ذلك، سحب أعضاء المجموعة لافتات وأعلام تيمور الشرقية. حافظ منظمو الاحتجاج على النظام أثناء الاحتجاج، على الرغم من ارتفاع الصوت، لكن بقي الحشد سلميًا ومنظمًا، وفقًا لمعظم الروايات. كانت أكبر وأبرز مظاهرة ضد الاحتلال الإندونيسي منذ عام 1975.

## المذبحة
خلال مواجهة قصيرة بين القوات الإندونيسية والمتظاهرين، تعرض بعض المتظاهرين والرائد جيهان لانتارا للطعن. زعم ستال أن لانتارا هاجم مجموعة من المتظاهرين بما في ذلك فتاة تحمل علم تيمور الشرقية، وأفاد الناشط من حزب فريتيلين كونستانسيو بينتو بشهادات شهود تعرضوا للضرب على أيدي الجنود والشرطة الإندونيسيين. وعندما دخل الموكب المقبرة واصل البعض احتجاجهم أمام سور المقبرة. وصل حوالي 200 جندي إندونيسي آخر وتقدموا في التجمع بأسلحتهم، وفتحوا النار في المقبرة على مئات المدنيين العزل. وقتل ما لا يقل عن 250 تيموري شرقي في المذبحة. وكان من بين القتلى النيوزيلندي كمال بامضاج، طالب العلوم السياسية والناشط في مجال حقوق الإنسان المقيم في أستراليا.
وشهد على المذبحة الصحفيان الأمريكيان إيمي جودمان وآلان نيرن، وصُوّرت على شريط فيديو لماكس ستال، الذي كان يصور متخفيًا لتلفزيون يوركشاير. أثناء تصوير ستال للمذبحة، حاول غودمان ونيرن «العمل كدرع للتيموريين» بالوقوف بينهم وبين الجنود الإندونيسيين. بدأ الجنود بضرب غودمان، وعندما تحرك نيرن لحمايته، ضربوه بأسلحتهم، مما أدى إلى كسر في جمجمته. تمكن طاقم الكاميرا من تهريب مقطع الفيديو إلى أستراليا. أعطوها لصحفي هولندي هو ساسكيا كوينبرغ، لمنع الاستيلاء عليها ومصادرتها من قبل السلطات الأسترالية، التي أخضعت طاقم الكاميرا لتفتيش عارٍ عند وصولهم إلى داروين، بعد أن قدمت إندونيسيا بلاغًا ضدهم. استُخدم مقطع الفيديو في الفيلم الوثائقي أول ثلاثاء، وعُرض فيه بدم بارد: مذبحة تيمور الشرقية، الذي عُرض على قناة آي تي في في المملكة المتحدة في يناير 1992، بالإضافة إلى العديد من الأفلام الوثائقية الأخرى الأكثر حداثة. تسببت لقطات ستال، جنبًا إلى جنب مع شهادة نايرن وجودمان وآخرين، في إثارة الغضب في جميع أنحاء العالم. كان برنامج «بدم بارد: مذبحة تيمور الشرقية» هو الفائز في حفل توزيع جوائز وسائل الإعلام في المملكة المتحدة لمنظمة العفو الدولية عام 1992.
ووصفت السلطات الإندونيسية الحادث بأنه رد فعل عفوي على عنف المتظاهرين أو «سوء تفاهم». استشهد المعترضون بعاملين: التاريخ الموثق للعنف الجماعي الذي ارتكبته القوات الإندونيسية في أماكن مثل كراراس ولاكلوتا وكوليكاي، وسلسلة من التصريحات من السياسيين والضباط في إندونيسيا، والتي تبرر عنف الجيش. قال سوتريسنو، القائد العام للقوات الإندونيسية، بعد يومين من المجزرة: «لا يمكن الاستهانة بالجيش. أخيرًا كان علينا إطلاق النار عليهم. يجب إطلاق النار على الجانحين مثل هؤلاء المحرضين، وسنفعل ما يجب علينا فعله».